# Сотлофф, Стивен
Сти́вен Джо́эл Со́тлофф (англ. Steven Joel Sotloff; 11 мая 1983, Майами, Флорида — 2 сентября 2014, Сирийская пустыня) — американский журналист, работавший в Time. Был похищен исламистами 4 августа 2013 года в сирийском Алеппо, Сотлофф был казнён 2 сентября 2014 года боевиками радикальной джихадистской группировки «Исламское государство».

## Биография
Стивен Сотлофф родился в семье Артура и Ширли Сотлофф, в Майами, штат Флорида. У него была сестра Лорен. Стивен являлся внуком спасшихся от Холокоста. Окончил Кимбаллскую объединённую академию, затем учился в частной школе-интернате в Меридене в штате Нью-Гэмпшир, а с 2002 по 2004 год — в Университете Центральной Флориды, со специализацией в области журналистики. Некоторое время Стивен проучился в Междисциплинарном центре в Герцлии в Израиле. Он имел двойное гражданство: США и Израиля.

### Карьера
Начав работать в Йемене, Сотлофф научился разговаривать по-арабски и обзавёлся мобильным телефоном с йеменским номером, как раз во время арабской весны. Он работал на журнал Time, а также Christian Science Monitor, The National Interest, Media Line, World Affairs, Foreign Policy, появлялся на CNN и Fox News. Работа заносила его несколько раз в Сирию, а также в Египет, Турцию, Ливию и Бахрейн. Редактор раздела «Ближний Восток» в «Newsweek» Джанин ди Джованни позже говорил, что по собственному признанию, Сотлофф входил в своего рода список людей, чьё поведение возмущало повстанцев. Приглашённый научный сотрудник Института Хадсона Энн Марлоу, работавшая вместе с Сотлоффом во время событий в Ливии, отмечала, что «он верил в арабскую весну. Он верил в демократию. Он считал, что арабы и мусульмане заслужили те же возможности, которые есть на Западе». Одновременно, он отмечал, что ливийцы экспортировали свою революцию в Сирию.

### Похищение и смерть
4 августа 2013 года, близ Алеппо, после пересечения границы Сирии с Турцией, Сотлофф был похищен, а позже был перевезён в Ракку. Его семья не разглашала эту информацию, опасаясь возможного причинения ему вреда, и совместно с правительством США в течение года в частном порядке добивалась его освобождения. 19 августа 2014 года террористическая организация «Исламское государство» выпустила видео под названием «Послание Америке», с обезглавливанием журналиста Джеймса Фоли. В конце видео член ИГ пригрозил президенту США Бараку Обаме, сказав, что «его следующий шаг» решит судьбу Сотлоффа. Тем не менее, через несколько дней, ВВС США активизировали авиаудары против ИГ, в частности выпустив более 14 ракет по различным целям вблизи Мосульской плотины
Вскоре после выхода видео, на сайте Белого дома была размещена петиция с призывом к президенту Обаме спасти Сотлоффа. Она собрала тысячи подписей в течение нескольких дней. 27 августа мать Сотлоффа, Ширли, выпустила короткое видео с просьбой к лидеру ИГ Абу Бакру аль-Багдади, освободить её сына, так как он не должен понести наказание за вещи, на которые он не в силах повлиять.
2 сентября 2014 года сайт «SITE Intelligence Group» сообщил о публикации видео под названием «Второе обращение к Америке» (англ. A Second Message to America), на котором Сотлоффа обезглавливает тот же человек, который убил Джеймса Фоли. Перед казнью Сотлофф, одетый в оранжевый комбинезон и находящийся в пустынной местности под явным давлением боевика с ножом в руке, сказавшего «я вернулся, Обама. И я вернулся из-за вашей высокомерной внешней политики по отношению к Исламскому Государству», раскритиковал внешнюю политику США:

Я Стивен Джоэл Сотлофф. Я уверен, что вы точно знаете, кто я такой, и почему я предстаю перед вами. И сейчас настало время для моего сообщения. Обама, предлогом вторжения в Ирак была защита американских жизней и интересов, так почему же я сейчас плачу за ваше вмешательство своей жизнью? Разве я не гражданин США? Мы истратили миллиарды долларов американских налогоплательщиков и потеряли тысячи наших солдат в предыдущих схватках с Исламским государством, так каков же интерес народа во вновь начавшейся войне? Хоть я и мало знаю о внешней политике, но я помню время, когда ни одна ваша победа на выборах не обходилась без обещаний вернуть наших солдат обратно из Ирака и Афганистана и закрыть тюрьму Гуантанамо. Сейчас, Обама, близится конец вашего срока, ничего из вышеперечисленного вы не достигли. Вы обманом ведёте нас, американский народ, в открытое пламя.
Оригинальный текст (англ.)I am Steven Joel Sotloff. I'm sure you know exactly who I am by now and why I am appearing before you. And now this time for my message: Obama, your foreign policy of intervention in Iraq was supposed to be for the preservation of American lives and interests, so why is it that I am paying the price of your interference with my life. Am I not an American citizen? You've spent billions of U.S. tax payers dollars and we've lost thousands of our troops in our previous fighting against the Islamic State, so where is the people's interest in reigniting this war? From what little I know about foreign policy, I remember a time you could not win an election without promising to bring our troops back home from Iraq and Afghanistan and to close down Guantanamo. Here you are now, Obama, nearing the end of your term, and having achieving none of the above, and deceivingly marching us the American people in the blazing fire.

Видео также кончается поднесением ножа к шее жертвы, после чего возобновляется кадрами, на которых голова Сотлоффа лежит на его теле. В конце видео боевик снова назвал убийство журналиста возмездием за авиаудары США по позициям ИГ, назвав следующей целью британца Дэвида Которна Хейнса, и сказав, что «мы пользуемся этой возможностью, чтобы призвать те правительства, вошедшие в этот злой альянс Америки против Исламского государства, отступить и оставить наш народ в покое».

#### Международная реакция
Семья Стивена Сотлоффа, живущая в Пайнкресте, штат Флорида, узнала о убийстве практически сразу же, и как было сообщено их представителем Бараком Бафти, «скорбит в частном порядке», а никаких комментариев не будет.
США
Пресс-секретарь Белого дома Джош Эрнест сказал, что пока «я не могу подтвердить эти сообщения с этой трибуны, но мы серьёзно воспринимаем угрозу, исходящую от „Исламского государства“», а «выпущенное видео будет очень тщательно проанализировано для того, чтобы определить его подлинность». Представитель Государственного департамента Джен Псаки сказала, что ведётся работа над проверкой видео, добавив, что «мы соболезнуем», а «наши сердца с семьёй Сотлофф». Чуть позже, представитель Совета национальной безопасности при Белом доме Бернадетт Михэн сообщила, что «мы видели видео предположительного убийства гражданина США боевиками „Исламского государства“. Разведывательное сообщество работает над тем, чтобы как можно скорее определить его подлинность. Если видео подлинное, то мы возмущены жестоким убийством невиновного американского журналиста и выражаем глубокие соболезнования его семье и друзьям. Мы сообщим дополнительную информацию по мере поступления». Через несколько часов, представитель Совета безопасности Кэтлин Хейден сообщила, что «разведывательное ведомство США изучило недавно обнародованное видео с американским гражданином Стивеном Сотлоффом и постановило, что оно подлинное».
После этого, президент США Барак Обама, находящийся с государственным визитом в Эстонии, в ходе совместной пресс-конференции с президентом Эстонии Тоомасом Хендриком Ильвесом, воздал должное Сотлоффу, назвав его «преданным и мужественным журналистом» и описав его смерть как «ужасающий акт насилия». Обращаясь к его Семье Обама сказал, что «сегодня наша страна скорбит вместе с ними», добавив, что США никогда не забудут «ужасное преступление против этих двух прекрасных молодых людей», а ИГ будет уничтожено. Государственный секретарь США Джон Керри сказал, что «мир снова увидел непостижимую жестокость террористов-убийц ИГ, когда мы увидели Стивена Сотлоффа, американского журналиста, оставившего свой дом во Флориде для того, чтобы рассказать историю отважных людей на Ближнем Востоке, взявшего нас в акт средневековой дикости труса, прячущегося за маской», добавив, что «для многих людей, которые так долго работали над тем, чтобы вернуть Стивена и других американцев домой в безопасности, это был тяжёлый конец. Это удар под дых», однако его убийцы «должны знать, что США привлекут их к ответственности — неважно, сколько времени это займет».
Исполнительный директор Комитета защиты журналистов Джоэл Саймон сказал, что «мы самым решительным образом осуждаем убийство журналиста Стивена Сотлоффа. Журналисты знают, что освещать войну опасно уже само по себе, и что они могут быть убиты в перекрёсном огне. Но расправа перед камерой просто за то, что ты репортёр, это чистое варварство».
Великобритания
Премьер-министр Великобритании Дэвид Кэмерон назвал убийство Сотлоффа «абсолютно отвратительным, презренным актом», так как бойцы ИГ «угрожают сирийцам, иракцам, американцам и британцам, потому что не делают различий между мусульманами, христианами или людьми любой другой веры», добавив, что «мои мысли и молитвы сегодня вечером с семьей и друзьями Сотлоффа, имеющими дело с этой ужасной и трагической ситуации. Мы работаем над удерживанием британского народа в безопасности, и мы будем продолжать делать всё возможное, чтобы защитить нашу страну и наш народ от этих варварских террористов» Лидер Лейбористской партии Эд Милибэнд отметил, что казнь Сотлоффа продемонстрировала «убийственное варварство» ИГ и показала, что группа стала «угрозой, которая не может быть проигнорирована». Позже он созвал экстренное совещание Комитета правительства по чрезвычайным ситуациям «Кобра», так как в видео содержится угроза убить заложника-гражданина Великобритании, после которого министр иностранных дел Филип Хэммонд сказал, что никаких изменений в общей стратегии борьбы Великобритании против ИГ не будет. Министр внутренних дел Великобритании Тереза Мэй сказала, что «в очередной раз мы видим, варварский акт, предпринимаемый ИГ, который является группой кровожадных психопатов. Их жестокость ясна. Наши мысли сегодня должны, конечно, быть с семьей и друзьями Стивена Сотлоффа, в это очень трудное время».
Позже, выступая в Палате общин парламента Великобритании, Кэмерон, в связи с угрозами убить британского подданного, сказал:
На саммите G8 я выступил с предложением — объединиться и подписать соглашение о том, что в случае захвата заложников и требования выкупа, мы не будем платить. Великобритания придерживается именно такой политики. Америка придерживается такой политики. Но нам стоит удвоить усилия и быть уверенными, что другие страны будут следовать этому принципу.
Франция
Президент Франции Франсуа Олланд осудил «ужасное и отвратительное убийство американского журналиста. Этот варварский акт, после убийства другого журналиста Джеймса Фоли раскрывает презренный характер» ИГ, «знающей только террор», и выразил «свою солидарность с семьей и друзьями этого великого репортёра». В свою очередь, министр иностранных дел Франции Лоран Фабиус сказал, что «убийство американского журналиста Стивена Сотлоффа террористами Исламского Государства, через несколько дней после Джеймса Фоли, является, в случае подтверждения, гнусным преступлением. Это еще одна иллюстрация варварства этого безграничного халифата террора, с которым надо бороться с величайшей решительностью».
Европейский Союз
Верховный представитель Европейского Союза по иностранным делам и политике безопасности Кэтрин Эштон сказала, что:
Жестокое убийство американского журналиста Стивена Сотлоффа еще одно доказательство того, что ИГ решительно настроена продолжить и распространить свою стратегию террора. ЕС считает своим долгом поддержать международные усилия в борьбе с ИГ и всеми террористическими группировками, которые угрожают региональной и глобальной стабильности. Этот жестокий поступок, как и другие нарушение человеческих прав "Исламским государством", является оскорблением всемирно признанных ценностей и прав. ЕС поддерживает Совет (ООН) по правам человека в его стремлении расследовать эти преступления и подчеркивает необходимость не щадить сил, чтобы привлечь к ответственности всех виновных.
Ирак
Министр иностранных дел Ирака Хошияр Зебари сказал, что «это убийство является примером дикости и зла», отметив, что оно свидетельствует о необходимости объединения Ирака и Запада, так как «у нас есть общий враг, и весь мир движется в правильном направлении, чтобы остановить эту дикость и жестокость. Весь мир стоит объединился против ИГ. Они должны быть побеждены, для того чтобы эти ужасные сцены не повторялись».
Австралия
Премьер-министр Австралии Тони Эбботт сказал, что убийство Сотлоффа «показывает, что мы имеем дело с чистым злом. Это отвратительное движение, является не только злом, оно упивается злом. Оно возвышает зло, и при этом совершенно оправдывает то, что Австралия и другие страны делают, чтобы помочь людям, которым борются с этой убийственной яростью, чтобы защитить людей, которые подвержены этой убийственной ярости». В свою очередь, министр иностранных дел Австралии Джули Бишоп сказала, что убийство представляет собой тяжкое преступление и презренный акт.
ООН
Генеральный секретарь ООН Пан Ги Мун заявил, что «мы все разгневаны новостями из Ирака о жестоких убийствах мирных жителей от рук ИГ, включая вчерашние сообщения о зверском обезглавливании ещё одного журналиста».

## Память
В 2014 году имя Сотлоффа было увековечено на Мемориале журналистов в Музее журналистики и новостей в Вашингтоне.